# 喬家銑
喬家銑（？—？），江苏丹徒县人，清朝政治人物。举人出身。
咸丰九年九月，擔任清朝廣東省潮州府豐順縣知縣。后由倪雲接任。